# Il maestro di musica
Il maestro di musica (Le maître de musique) è un film del 1988 diretto da Gérard Corbiau. Film di produzione franco-belga.

## Riconoscimenti
- Premio Oscar
  - Candidatura all'Oscar al miglior film straniero